# غرديك ناصر
غرديك ناصر (بالكردية: گرناسر) هي إحدى القرى التابعة لـمرغور في ريف قسم سيلوانه من مقاطعة أرومية، في محافظة أذربیجان الغربیة الإيرانية.

## السكان
حسب إحصاءات سنة 2006، بلغ إجمالي السكان في غرناصر 301 نسمة وعدد المساكن 52 مسكن. لغة سكان غرناصر هي اللغة الكردية و هم من أهل السنة والجماعة والمذهب الشافعي.